# Chewelah (Washington)
Chewelah je grad u američkoj saveznoj državi Washington. Prema popisu stanovništva iz 2010. u njemu je živjelo 2.607 stanovnika.